# Dicamptus indicus
Dicamptus indicus är en stekelart som beskrevs av Nikam 1972. Dicamptus indicus ingår i släktet Dicamptus och familjen brokparasitsteklar. Inga underarter finns listade i Catalogue of Life.